# شهرستان شیرآباد
ناحیهٔ شیرآباد (Sherobod District) یکی از ناحیه‌های ولایت سرخان‌دریا در کشور ازبکستان است.
مرکز این ناحیه شهر شیرآباد می‌باشد.